# Belavantra, Kalghatgi
Belavantra là một làng thuộc tehsil Kalghatgi, huyện Dharwad, bang Karnataka, Ấn Độ.